# Vidigueira (freguesia)
A Freguesia de Vidigueira é uma freguesia portuguesa do Município de Vidigueira, com 27,62 km² de área e 2659 habitantes (censo de 2021), tendo, por isso, uma densidade populacional de 96,3 hab./km².

## Demografia
A população registada nos censos foi:
| Distribuição da População por Grupos Etários | Distribuição da População por Grupos Etários | Distribuição da População por Grupos Etários | Distribuição da População por Grupos Etários | Distribuição da População por Grupos Etários |
| -------------------------------------------- | -------------------------------------------- | -------------------------------------------- | -------------------------------------------- | -------------------------------------------- |
| Ano                                          | 0-14 Anos                                    | 15-24 Anos                                   | 25-64 Anos                                   | > 65 Anos                                    |
| 2001                                         | 457                                          | 364                                          | 1409                                         | 743                                          |
| 2011                                         | 445                                          | 365                                          | 1486                                         | 663                                          |
| 2021                                         | 379                                          | 281                                          | 1304                                         | 695                                          |

## Património
- Ermida de Santa Clara
- Castelo da Vidigueira ou Ruínas do antigo Paço dos Gamas

## Personagens ilustres
- Conde da Vidigueira